# Glochidion auii
Glochidion auii är en emblikaväxtart som beskrevs av Airy Shaw. Glochidion auii ingår i släktet Glochidion och familjen emblikaväxter. Inga underarter finns listade i Catalogue of Life.